# Operation Morgenröte 2
Irakische Invasion (1980)

Entegham – Kaman 99 – Chorramschahr – Sultan 10 – Scorch Sword – Abadan – Kafka – Ashkan – Morwarid – Dezful
Pattsituation (1981)

Tavakol – Susangerd – H-3
Iranische Offensiven zur Befreiung iranischen Territoriums (1981–82)

Samen-ol-A'emeh – Tariq al-Qods – Fath ol-Mobin – Beit ol-Moqaddas – Rückeroberung Chorramschahrs
Iranische Offensiven im Irak (1982–84)

Ramadan/1. Basra – Moslem Ibn Aqil – Muharram ol-Harram – Morgenröte 1 – Morgenröte 2 – Morgenröte 3 – Morgenröte 4 – Morgenröte 5/2. Basra – Kheibar/3. Basra – Kurdenaufstand – Morgenröte 6 – Morgenröte 7 – Hawizeh-Marschland
Iranische Offensiven im Irak (1985–87)

Badr/4. Basra – Morgenröte 8 – 1. al-Faw – Morgenröte 9 – Karbala 1 – Karbala 2 – Karbala 3 – Fath 1 – Karbala 4/5. Basra – Karbala 5/6. Basra – Karbala 6 – Karbala 7 – Karbala 8/7. Basra – Karbala 9 – Karbala10 – Nasr 4
Letztes Kriegsjahr (1988)

Beit ol-Moqaddas 2 – Anfal – Halabdscha – Zafar 7 – Tawakalna ala Allah – 2. al-Faw – Shining Sun – 40 Sterne – Mersad
Tankerkrieg

Earnest Will – Prime Chance – Eager Glacier – Nimble Archer – Praying Mantis
Internationale Vorfälle

Stark – Iran-Air-Flug 655
Die Operation Morgenröte 2 (persisch Valfajr 2; in englischer Literatur meist als Operation Dawn 2 übersetzt) war eine iranische Offensive während des Iran-Irak-Krieges die vom 22. – 30. Juli 1983 dauerte.
Diese Operation eröffnete eine neue Front im Norden des Iraks und war trotz türkischer Hilfe der Schwachpunkt an der irakischen Front, während des Eintritts der Kurden in den Krieg auf Seiten Irans.

## Vorgeschichte
Im Jahr vor der Offensive gerieten die irakischen und iranischen Streitkräfte an der südlichen Front in eine Pattsituation.
Die iranischen Streitkräfte setzten wiederholt menschliche Angriffswellen in den südlichen Sumpfgebieten ein, welche aber vom irakischen dritten Korps zurückgeschlagen wurden.
Währenddessen gelang es der iranischen Regierung die Gunst der kurdischen Bevölkerung im nördlichen Teil des Iraks zu gewinnen, so dass die Chance, den Krieg im Norden zu entscheiden, stieg.
Das Ziel der Operation war es die Grenzstadt Haj Omran zu erobern und die Peschmerga auf ihre Seite zu ziehen, da diese das Terrain und die Menschen kannten.

## Verlauf
Am 22. Juli 1983 rückten Teile der iranischen Streitkräfte aus Piranschahr in Richtung Westen vor und waren sehr erfolgreich gegen die Iraker in Haj Omran und konnten die Stadt erobern.
Die Iraner und kurdischen Guerillas nutzten das Terrain für Überfälle auf irakische Positionen und Konvois und konnten insgesamt rund 390 km² des irakischen Territoriums erobern.
Der Irak reagierte mit einer Gegenoffensive und dem Einsatz chemischer Waffen. Die ungeübten Iraker machten oft Fehler mit dem Kampfstoff, sodass auch die eigenen Truppen davon betroffen waren.
Die Iraker konnten wegen des Geländes kaum Panzer benutzen.